# Tour of Hainan
Il Tour of Hainan (it. Giro dell'Isola di Hainan) è una corsa a tappe maschile di ciclismo su strada che si svolge sull'isola di Hainan, in Cina, ogni anno tra ottobre e novembre. Creata nel 2006, è stato inserito nel calendario dell'UCI Asia Tour, inizialmente come classe 2.1 e poi, nel 2007 come classe 2.2 e nel 2009 come 2.HC. Non organizzato nel 2019, venne reinserito in calendario nel 2020 nel nuovo circuito UCI ProSeries: tuttavia, a causa dell'epidemia del Coronavirus, venne annullata.

## Albo d'oro
Aggiornato all'edizione 2025.
| Anno    | Vincitore                             | Secondo                               | Terzo                                 |
| ------- | ------------------------------------- | ------------------------------------- | ------------------------------------- |
| 2006    | Sergej Kolesnikov                     | Satoshi Hirose                        | Yoshiyuki Abe                         |
| 2007    | Robert Radosz                         | Roman Klimov                          | Pascal Hungerbühler                   |
| 2008    | Boris Špilevskij                      | David McCann                          | Błażej Janiaczyk                      |
| 2009    | Francisco Ventoso                     | Grega Bole                            | Vitalij Buc                           |
| 2010    | Valentin Iglinskij                    | Johnnie Walker                        | Aleksej Markov                        |
| 2011    | Valentin Iglinskij                    | R. Janse van Rensburg                 | Alexander Schmitt                     |
| 2012    | Dmitrij Gruzdev                       | Valentin Iglinskij                    | Tobias Ludvigsson                     |
| 2013    | Moreno Hofland                        | Frédéric Amorison                     | Tom Leezer                            |
| 2014    | Julien Antomarchi                     | Niccolò Bonifazio                     | Andrej Zejc                           |
| 2015    | Sacha Modolo                          | Andrej Zejc                           | Julien El Fares                       |
| 2016    | Aleksej Lucenko                       | Przemysław Niemiec                    | Matej Mohorič                         |
| 2017    | Jacopo Mosca                          | Benjamín Prades                       | Emīls Liepiņš                         |
| 2018    | Fausto Masnada                        | Gino Mäder                            | Julien El Fares                       |
| 2019    | non organizzata                       | non organizzata                       | non organizzata                       |
| 2020-22 | annullata per la pandemia di COVID-19 | annullata per la pandemia di COVID-19 | annullata per la pandemia di COVID-19 |
| 2023    | Óscar Sevilla                         | Sebastian Berwick                     | James Piccoli                         |
| 2024    | Aaron Gate                            | Henok Mulubrhan                       | Filippo Magli                         |
| 2025    | Kyrylo Carenko                        | Cristian Raileanu                     | Aaron Gate                            |